# Neumühle/Elster
Neumühle/Elster è una frazione della città tedesca di Greiz.

## Storia
Il 31 dicembre 2019 il comune di Neumühle/Elster venne aggregato alla città di Greiz.